# SYBR Gold
SYBR Gold — асимметричный цианиновый краситель. Его можно использовать в качестве красителя для двухцепочечной ДНК, одноцепочечной ДНК и РНК. SYBR Gold является наиболее чувствительным флуоресцентным красителем из семейства красителей SYBR для обнаружения нуклеиновых кислот. Семейство красителей SYBR производится компанией Molecular Probes Inc., в настоящее время принадлежащей Thermo Fisher Scientific.
SYBR Gold более чувствителен, чем бромистый этидий, SYBR Green I и SYBR Green II, для обнаружения различных типов нуклеиновых кислот. Превосходная чувствительность SYBR Gold обусловлена высоким квантовым выходом флуоресценции комплексов краситель-нуклеиновая кислота (~0,6-0,7) и большим усилением флуоресценции красителя при связывании с нуклеиновыми кислотами (~1000 раз). SYBR Gold может обнаруживать всего 25 пг ДНК, что делает его более чем в 10 раз более чувствительным, чем бромистый этидий, для обнаружения нуклеиновых кислот в денатурирующих гелях мочевины, гиоксаля и формальдегида, даже при трансиллюминации 300 нм.

## Флуоресцентные свойства
SYBR Gold имеет два максимума возбуждения флуоресценции при связывании с ДНК, один с центром при ~300 нм и один при ~495 нм, а также один максимум эмиссии при ~537 нм. SYBR Gold демонстрирует повышенную эффективность клонирования ДНК по сравнению с другими красителями семейства SYBR, поскольку его можно возбуждать трансиллюминацией синего света, что не вызывает повреждения ДНК. Интенсивность флуоресценции увеличивается линейно с количеством молекул SYBR Gold, связанных с ДНК, вплоть до концентрации красителя ~ 2,5 мкМ, при которой становятся актуальными эффекты тушения и внутреннего фильтра. Для концентраций красителя ≤ 2,5 мкМ интенсивность флуоресценции как функция концентрации ДНК хорошо описывается глобальной моделью связывания для концентраций красителя.

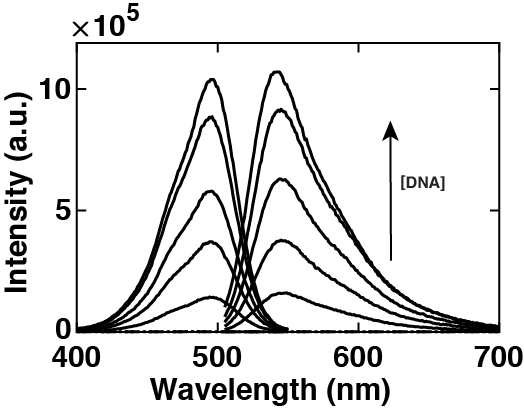
Спектры возбуждения и испускания SYBR Gold в присутствии возрастающих концентраций двухцепочечной ДНК

## Связывание с ДНК
SYBR Gold — интеркалятор. Это означает, что он связывается с ДНК путем вставки одной молекулы красителя между двумя плоскими основаниями/парами оснований ДНК. Анализ отдельных молекул магнитным пинцетом выявил систематическое удлинение и раскручивание ДНК на 19,1º ± 0,7º на молекулу красителя при связывании, что согласуется с интеркаляцией. Это похоже на родственные красители, такие как SYBR Green I. Константа диссоциации — мера, описывающая сродство связывания SYBR Gold с двухцепочечной ДНК — составляет 0,27 ± 0,03 мкМ.

## Использование
SYBR Gold используется в нескольких областях молекулярной биологии и биохимии. Его основное применение — визуализация ДНК при электрофорезе, например, в агарозных или полиакриламидных гелях. SYBR Gold способен быстро проникать в толстые и высокопроцентные агарозные гели, и даже формальдегид — агарозные гели не требуют обесцвечивания из-за низкой собственной флуоресценции несвязанного красителя. SYBR Gold можно легко удалить из нуклеиновых кислот путем осаждения этанолом, оставляя чистые матрицы доступными для последующих манипуляций или анализа.
Кроме того, SYBR Gold можно использовать для мечения ДНК внутри клеток для проточной цитометрии и флуоресцентной микроскопии.
Чтобы сохранить флуоресцентную активность, SYBR Gold следует максимально защитить от света, особенно после того, как он был разбавлен для использования.

## Безопасность
Семейство красителей SYBR позиционируется как замена бромистому этидию, потенциальному мутагену человека, как более безопасному в работе и не связанному со сложными проблемами удаления отходов, связанными с этидием. Но нет данных о мутагенности или токсичности SYBR Gold. Потому что SYBR Gold связывается с ДНК интеркалирующим образом с высоким сродством, что делает его возможным канцерогеном. Поэтому с SYBR Gold следует обращаться с особой осторожностью, а растворы красителя SYBR Gold следует утилизировать в соответствии с местными правилами.

## Подобные цианиновые красители
- SYBR Green I
- SYBR Green II
- Pico Green
- SYBR Safe
- SYTOX Orange
- Thiazole Orange

## Использованная литература
1. ↑  Kolbeck, P.J., Vanderlinden, W., Gemmecker, G., Gebhard, C., Lehman, M., Lak, A., Nicolaus, T., Cordes, T., Lipfert, J. (2021). Molecular structure, DNA binding mode, photophysical properties and recommendations for use of SYBR Gold. Nucleic Acids Research. PMID 33905507. Дата обращения: 29 апреля 2021.{{cite journal}}:  Википедия:Обслуживание CS1 (множественные имена: authors list) (ссылка)
2. 1 2 3  SYBR Gold. SYBR™ Gold Nucleic Acid Gel Stain (10,000X Concentrate in DMSO). Дата обращения: 29 апреля 2021. Архивировано 20 сентября 2022 года.
3. ↑  Tuma, Rabia S. (1999). Characterization of SYBR Gold Nucleic Acid Gel Stain: A Dye Optimized for Use with 300-nm Ultraviolet Transilluminators. Analytical Biochemistry (268): 278–288. PMID 10075818. Дата обращения: 29 апреля 2021.
4. ↑  Cosa, G. (2001). Photophysical Properties of Fluorescent DNA-dyes Bound to Single- and Double-stranded DNA in Aqueous Buffered Solution. Photochemistry and Photobiology (73(6)): 585–599. PMID 11421063. Дата обращения: 29 апреля 2021.
5. 1 2  Kolbeck, P.J., Vanderlinden, W., Gemmecker, G., Gebhard, C., Lehman, M., Lak, A., Nicolaus, T., Cordes, T., Lipfert, J. (2021). Molecular structure, DNA binding mode, photophysical properties and recommendations for use of SYBR Gold. Nucleic Acids Research. PMID 33905507. Дата обращения: 29 апреля 2021.{{cite journal}}:  Википедия:Обслуживание CS1 (множественные имена: authors list) (ссылка)